# Cocido tudelano
El Cocido de Tudela (denominado también codido tudelano) es una preparación culinaria tradicional de la cocina navarra. La denominación se debe a la tradicional preparación que se hace de él en Tudela (Navarra). Se diferencia de otros cocidos en que lleva sólo pochas (alubias blancas) y morcillas. El cocido de Tudela no tiene ni garbanzos, ni patatas, ni berza. Carece igualmente de tomate, pimiento y zanahoria. La base de este cocido la formaban sólo las pochas navarras. Es un plato típico de invierno, que se sirve caliente y posee poco caldo y por lo tanto de carácter más espeso. 